# David Wojnarowicz
David Michael Wojnarowicz (Red Bank (Nueva Jersey), 14 de septiembre de 1954 - Nueva York, 22 de julio de 1992) fue un fotógrafo, escritor, pintor, cineasta, artista de performance, compositor y activista del sida estadounidense en el mundo del arte neoyorkino.

## Biografía
En su ciudad natal, con sus padres divorciados y luego desaparecidos cuando tenía dos años, pasó por diferentes hogares temporales de acogida experimentando a menudo relaciones abusivas en la infancia. Cuando sus padres se divorcian, se traslada a Nueva York con su madre y pasea por los lugares más conflictivos del extrarradio de la ciudad, ejerciendo de estafador y relacionándose homosexualmente por dinero. Estudió en la High School of Music and Art de Manhattan. A los 17 años abandona la casa materna y duerme en las calles, refugiándose en la cocaína y la heroína, el arte y el sexo.
Después de un período fuera de Nueva York, donde trabajó como granjero en la frontera canadiense y después de recorrer Estados Unidos haciendo autostop y viviendo en San Francisco durante un tiempo, regresa en 1978, emergiendo rápidamente como uno de los miembros más prominentes y prolíficos de una vanguardia que mezclaba diferentes media, y que hacía graffitis y arte callejero. Su primer reconocimiento provino de las obras en esténcils de casas en llamas que aparecieron en los lados expuestos de los edificios del East Village.
Filmó películas súper 8, tales como Heroin o  Beautiful People con Jesse Hultberg y comenzó una serie fotográfica sobre el poeta simbolista y prototipo del artista maldito de vida breve y vertiginosa Arthur Rimbaud (Arthur Rimbaud en Nueva York (1978-1979)), después de regresar de un viaje para visitar a su hermana en Francia.
Colaboró en la banda 3 Teens Kill 4 donde se utilizaban sonidos interpretados con juguetes de niños mezclados con sonidos grabados indiscriminadamente. Con ellos lanzó el EP (extended play)  independiente No Motive en 1982, y diseñó carteles para anunciar sus conciertos. Para evitar que los arrancaran, utilizó la técnica del esténcil  creando plantillas para pintar con espray sus dibujos sobre los edificios, paredes y aceras.
Continuó con trabajos fotográficos, con su serie Metamorfosis (1984) y comenzó a pintar en las tapas de la basura y otros objetos encontrados en la calle, y pintó grandes murales en los muelles del West Side en mal estado que servían como lugares de reunión sexual para homosexuales. En los años 80 expuso su obra en famosas galerías del East Village, especialmente eb Civilian Warfare, Ground Zero Gallery, Public Illumination Picture Gallery, Gracie Mansion y Hal Bromm.
Wojnarowicz también conectó con otros artistas prolíficos de la época, apareciendo o colaborando en obras con artistas como Nan Goldin, Peter Hujar, Luis Frangella, Karen Finley, Kiki Smith, Richard Kern, James Romberger, Marguerite Van Cook, Ben Neill, Marion Scemama, Phil Zwickler y otros. En 1987, su antiguo mentor y amante, el fotógrafo Peter Hujar, muere de SIDA y Wojnarowicz se enteró entonces que era VIH positivo. La muerte de Hujar le hizo rebelarse y convirtió su obra a un activismo y contenido político mucho más explícitos, en particular en torno a las injusticias, sociales y legales, inherentes a la respuesta a la epidemia de SIDA.
En 1985, fue incluido en el llamado Graffiti Show de la Whitney Biennial con el collage titulado Science Lesson. A principios la década de 1990, demandó y ganó un recurso judicial contra Donald Wildmon y la American Family Association. La obra de Wojnarowicz había sido copiada y distorsionada, tergiversando su arte y poniendo en peligro su reputación con lo que se violaba la Ley de derechos de autor de los artistas de Nueva York.
Entre sus obras se incluyen:  Untitled (One Day This Kid...); Untitled (Buffalo); Water; Birth of Language II; Untitled (Shark), Untitled (Peter Hujar); Tuna; Peter Hujar Dreaming/Yukio Mishima: St. Sebastian; Delta Towels; True Myth (Domino Sugar); Something From Sleep II; Untitled (Face in Dirt); o I Feel a Vague Nausea ("Siento una vaga náusea"), entre otras.
También fue autor de varios libros exitosos con temas políticos y sociales en la década de 1980 relacionados con la epidemia de SIDA. Uno de sus más vendidos fue Close to the Knives: A Memoir of Disintegration ("Cerca de los cuchillos: una memoria de desintegración"), una autobiografía compuesta por relatos creativos que tratan temas como su problemática infancia, su conversión en uno de los artistas más famosos de su época en la ciudad de Nueva York y su autodiagnóstico de tener SIDA. Si bien su obra de arte visual fue su principal fuente de expresión, usó la literatura y otros medios para hablar y centrar a la gente sobre importantes controversias de la época.
Wojnarowicz murió en su casa de Manhattan la noche del 22 de julio de 1992, desde donde su compañero íntimo, Tom Rauffenbart, confirmó que fue por SIDA. Después de su muerte, la fotógrafa y artista Zoe Leonard, amiga de Wojnarowicz, expuso su obra inspirada por él, titulada Strange Fruit (for David) ("Fruta extraña (para David)").

## Legado
Wojnarowicz ha servido de inspiración a muchos artistas. Entre los que le han acreditado como que ha influido en su obra se encuentran Zoe Leonard, Victoria Yee Howe, Matt Wolf, Emily Roysdon, Henrik Olesen, Mike Estabrook o Carrie Mae Weems.
En la primavera de 2011, la galería P.P.O.W. expuso Espiritualidad, una exposición de dibujos, fotografías, videos, collages y cuadernos personales de Wojnarowicz. En una crítica en The Brooklyn Rail, Kara L. Rooney calificó la exposición como 'meticulosamente investigado y encomiablemente comisionada desde una amplia gama de fuentes, ... una mini-retrospectiva, que proporciona un contexto y pistas para el a menudo esquivo, a veces peligroso, y siempre revelador Wojnarowicz, con una obra brutalmente honesta'.
Una retrospectiva importante,David Wojnarowicz: History Keeps Me Awake at Night ("David Wojnarowicz: La historia me mantiene despierto por la noche"), se produjo en el Museo Whitney de Arte Americano en la primavera de 2018. Fue cocurada por David Kiehl del Whitney y el historiador del arte David Breslin, recibiendo elogios internacionales.

### Activismo
El 11 de octubre de 1992, David Robinson recibió amplia atención de los medios de comunicación cuando tiró las cenizas de su compañero, Warren Krause, en los terrenos de la Casa Blanca como protesta contra la inacción del presidente George H. W. Bush en la lucha contra el SIDA. Robinson informó que esta acción se había inspirado en las memorias de Wojnarowicz de 1991 Close to the Knives, que imaginaba "cómo sería si cada vez que un amante, amigo o extraño muriera a causa de esta enfermedad, sus amigos, amantes o vecinos recogieran el cadáver y condujeran con él en un automóvil a cien millas por hora hacia Washington DC, atravesaran las verjas de la Casa Blanca y se detuvieran en seco antes de la entrada y tiraran el cuerpo sin vida en los escalones de entrada". En 1996, las cenizas de Wojnarowicz se esparcieron sobre el césped de la Casa Blanca.
No solo Wojnarowicz recibió críticas por su arte y activismo antes de su muerte, sino que continuó hasta bien entrado el siglo XXI. El New York Times informaba en 2010 sobre las 'Críticas de Bill Donohue, presidente de la Liga Católica, y varios miembros del Congreso'. La crítica a su obra y centro de este desacuerdo fue una imagen de hormigas que se arrastran por un crucifijo que formaba parte de una obra más grande expuesta en la Galería Nacional de Retratos en Washington. Posteriormente, aunque la pieza se retiró de la galería, Internet permitió una influencia mucho mayor, con mayor audiencia que en otros casos anteriores.
Sin embargo, la publicidad no fue del todo negativa para Wojnarowicz, especialmente fuera de la esfera conservadora y religiosa. En 1989, la banda U2 adoptó la icónica fotografía de búfalos cayendo para su lanzamiento de su sencillo titulado One. Este disco sencillo y el siguiente álbum se convirtieron en multiplatino en años sucesivos, y la banda donó una gran parte de sus ganancias a organizaciones benéficas contra el SIDA. Además, U2, durante el "Zoo TV Tour", adaptó esta imagen y la combinó con palabras, flores e imágenes de búfalos.
Muchas de sus obras fueron consideradas controvertidas como Fire in My Belly. En general, se ha ido revalorizando y se considera  su obra conceptualmente rigurosa y estilísticamente diversa, empleando todo tipo de técnicas, formatos y medios a su alcance. Hoy sigue siendo objeto de exposición en museos y galerías de muchas partes del mundo
La impresión de gelatina de gran tamaño de Untitled (Buffaloes) se vendió en una subasta en octubre de 2014 por 125.000 dólares, más de cuatro veces su precio estimado.